# GP2X
GP2XはオープンソースでLinuxベースの携帯ゲーム機、メディアプレイヤーである。韓国のGamePark Holdingsが開発している。
GP2Xは商業的開発の他に個人が作ったゲームができるように設計されている。ファミコン、スーパーファミコン、ゲームボーイ、ネオジオ、メガドライブ、マスターシステム、ゲームギア、コモドール64、MAMEなどのエミュレータも動作する。日本ではレッドスターが販売している。

## 概要
韓国で2005年11月10日にリリースされた携帯ゲーム機。ビデオや音楽を再生したり、写真を見ることも可能。オープンアーキテクチャ（Linuxベース）であり、誰でもソフトウェアを開発・実行できる。また、さらなるフィーチャー（例えば新しいメディア形式に対するサポート）が、アップグレード可能なファームウェアにより将来追加される可能性がある。
GP2Xの人気がある使用用途はエミュレータを動作させることである。

## 歴史
2001年のGP32のリリースからほどなく、メーカーである GameParkは次のハンドヘルド機の設計を開始した。しかしこのシステムの方向性についての社内の不一致により、多数のスタッフ（GP32 のエンジニア1名を除く全員）が退社し、GP32の後継となる2Dのハンドヘルドシステムを開発するための新しい会社  GamePark Holdingsを設立することになった。
GamePark Holdingsは新しいマシンの仕様と、どのようにそれを普及させるかべきかを決めるため、これまでのGP32の流通業者と開発者に対して呼びかけた。韓国のソウルで会議が開催された結果、新しいコンソールの最終的な設計が合意された。
このコンソールの最初の名称はGPX2であった。しかしこの名称は、日本のプリンターGPXの登録商標違反になる恐れがあるため使うことができなかった。将来的に次のプリンタが登場した場合の混乱を避ける必要があったため、新しい名称のコンテストが2005年8月3日に発表された。大会の優勝者はGP2Xという優勝した名前を選んだ Matt Bakse で、後にGP2Xコンソールをプレゼントされた（しかし賞品の到着は遅れた）。

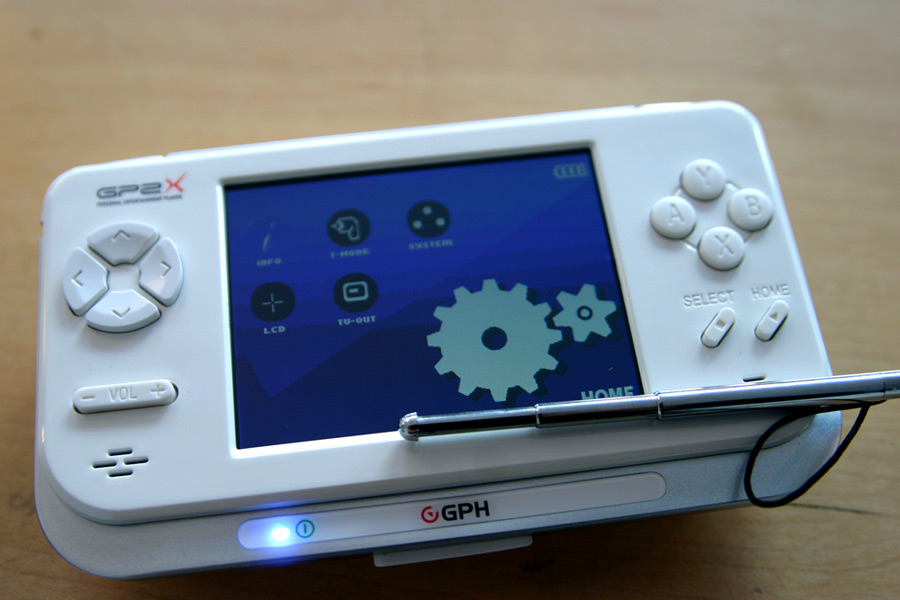
The new model "F200" with touchscreen stick

GP2Xはいくつかのハードウェアの小さな変更を重ねており、その中でもFirst EditionからNormal Editionへの変更と、Normal Edition からMK2への変更に最も目立つ違いがあった。また、新しいバージョンF200が2007年11月1日にリリースされ、これにはタッチスクリーンが搭載されていた。エディション間での違いは、GP2X wiki に詳細が載っている。
2006年10月16日、GP2Xは3万台を出荷し、クリスマスまでに売り上げが5万台に到達することが予測されていた。このコンソールのオープンな生い立ちにより、これがエミュレートする古いゲームコンソールを駆逐する多目的なデバイスとするため、いくつかのアプリケーションがこのために作られた。

## ハードウェア

### 仕様
- チップセット: MagicEyes MMSP2 MP2520F System-on-a-Chip
- CPU: 200MHz ARM920T host processor, 200MHz ARM940T programmable coprocessor
- NAND フラッシュ ROM: 64 MB
- RAM: SDRAM 64 MB
- オペレーティングシステム: Linux-based OS
- 記憶装置: SD カード（最新のハック版ファームウェアはSDHCメモリーカードをサポートする）
- PCとの接続: USB 2.0 ハイスピード
- USB ホスト: USB 1.1
- 電源: 単三電池2本 または AC アダプター
- ディスプレイ: 320×240 3.5 インチ, 65,536 色 TFTLCD
- TV 出力
- 外形寸法: 幅143.6 mm , 高さ 82.9 mm , 奥行 27 mm（ジョイスティックを除いた概寸） / 34 mm
- 重量: 161 g（バッテリーを除く）

From the GP2X.org wiki: The ARM940T is used by GPH's implementation of Linux to control video processing. Using the 940T core in Linux for other tasks apart from video processing is difficult but possible. Accessing the hardware directly makes it easier to use both CPUs. .
GPH has announced the F-200 version of the GP2X hardware, which replaces the joystick with a directional pad and adds a touch screen.

### 拡張性
GP2Xは拡張ポート「EXT」を底部に持っており、さまざまな専用ケーブル（USBホスト、TV出力など）や、拡張ボックスを差し込むことができ、GP2X上でUSBのデバイスを直接使用することができる。デバイスドライバが利用できるかどうかのみが、このインターフェイスの制限である。
GP2Xを拡張するためのコネクタは、専用のものを入手することが難しいが、同じものが別のデバイスのために使用されている。Samsung e810/e730およびLG U8110/20/30/36/38の携帯電話用データケーブルや、公式の GP2X TV 出力アダプターが適している。
コネクターは独自仕様のものではなく完全にオープン。「ハック」して自分のケーブルを作ることが推奨されており、GP2Xのウェブサイトや、その他のサイトから半完成品のケーブルを買うことができる。ケーブルの仕様は http://wiki.gp2x.org/wiki/EXT から手に入れることができる。

### TV出力
GP2Xは、EXTポートに差し込む専用ケーブルからのTV出力をサポートしている。これにより、GPX2Xの画面にあわせて解像度が低くなっている映像が、TV上では元の解像度で再生できる。全てのソフトウェアがこれをサポートしてはいないが、特別なアプリケーションを使うことで全てのソフトウェアのTV出力を有効にすることができる。これはアプリケーションをバックグラウンドプロセスとして起動させることで実現されている。

### 電源
GP2Xは、外部電源で動作させていない場合、2本の単三乾電池を必要とする。多くの電流を消費するので、通常の乾電池ではGP2Xを長時間動作させることは難しく、ニッケル水素電池やリチウム電池の使用が推奨されている。
バッテリーの寿命は、行なう作業の種類に依存して変化し、約10分間（アルカリ乾電池を使った場合）から6時間（大容量のニッケル水素電池を使った場合）程度までさまざまである。音楽を聴く場合には、バックライトとディスプレイをオフにすることで電池を長持ちさせることができる。
GP2Xには外部電源のためのソケットがある。直流3.3Vで1Aの、内側が接地（負極）のコネクターである。電圧にスパイクがあると装置が完全に壊れる可能性があるので、電源はレギュレータを使い電圧を一定に保たなければならない。

### ストレージ
GP2Xの第一の記憶装置はSDメモリーカードであり、装置の上部のソケットに挿入することができる。ファームウェアでは4ギガバイトまでのSDカードをサポートしている。SDカードはFAT16,FAT32（FAT32の方が信頼性が高い）あるいはext2でフォーマットする。GP2Xは64メガバイトの内蔵フラッシュメモリを持っており、32MBはユーザーデータのために使用できる。
ハードウェアは新しいSDHC規格のアドレッシングに対応しており、GP2Xを32GBまでの SDHC カード対応にするための作業が現在行われている。

### オーバークロック
GP2Xに2つ搭載されたARMコアは、ソフトウェアで標準よりもオーバークロックできる。オーバークロックによる最大速度はシステムによって異なる。

## 仕様

### ビデオ
- ビデオフォーマット: DivX 3/4/5, XviD (MPEG4)
- オーディオフォーマット: MP3およびVorbis
- コンテナファイル形式: AVI、OGM（ソフトウェアの追加によりWMA、MPGもサポート）
- 最大解像度: 720*480（内蔵のスケーリングチップにより320x240ピクセルのスクリーン解像度に縮小）
- 字幕: SMI, SRT
- バッテリー寿命: 平均4–5時間、大容量バッテリーとパワーセーブモードを用いればより長時間の動作が可能。

### オーディオ
- オーディオフォーマット: MP3, Ogg Vorbis（さらにサポートするフォーマットの多いプレイヤーも存在）* チャンネル: ステレオ
- 周波数領域: 20Hz - 20kHz
- 出力: 100mA
- サンプリング解像度/レート: 16bit/8-48 kHz
- イコライザ: "Normal", "Classic", "Rock", "Jazz", "Pop" の設定値
- バッテリー寿命: 10 時間以下（公称）。 2850mAh の 乾電池2 本の場合。

## ソフトウェア
GP2X用ソフトウェアの開発に必要なツールは無料で入手できるので、多数のソフトウェアが利用可能であり、大半は無料である。利用できるソフトウェアの種類として、エミュレータ、ゲーム、PDAアプリケーションやマルチメディアプレイヤーなどがある *archive.gp2x.de - GP2X 出利用できるほとんどのソフトのダウンロードができる

### 内蔵ソフトウェア
GP2Xのソフトウェアの一部は、ファームウェアに直接組み込まれている。音楽やビデオの再生に用いる MPlayer、画像ビュアー、e-book リーダー（標準的なテキスト文書を画面に表示する）、ちらつきを防ぐための LCD の書き換え頻度調節のためのユーティリティなどである。
また、ファームウェア内には（メニューから直接アクセスはできないが）Windowsの標準ファイル共有プロトコルによりマシンにファイル転送を行うための Sambaサーバ、Webページを提供するためのHTTPサーバ、FTPサーバ等のファイル転送方法がある。また、telnetアクセスにより、マシンの外部からコマンドラインアクセスが可能である。
これらのサーバは内蔵のUSBネットワーク機能上でも動作し、PCに対してGP2Xを高速に接続することが可能である。
ファームウェアのバージョン3.0.0はNANDメモリに5つのゲームをプリインストールされている。ゲームはPayback（デモ）、Noiz2sa、Flobopuyo、Supertux、Vektar（フリーウェア版）である。このファームウェアは最新版のGP2Xに同梱されている。

### エミュレータ
GP2Xで利用できるエミュレータは多数あり、動かしたいソフトウェアの正規版を所有していれば、そのROMダンプを転送することで合法的に他のシステム用のソフトウェアをGP2Xで動作させることができる。多くのエミュレータはほとんどのソフトウェアを完全に、かつ期待する速度で動作させることができるが、速度やサウンド等に問題のあるエミュレータもある。人気のあるエミュレータとしてNeo GeoエミュレータGnGeo、Game BoyとGame Boy Color用のGNUboy2x、様々なアーケードゲーム機のエミュレータMAME、Master System、Game Gear、Mega Driveをエミュレートする DrMD、Super Nintendoのエミュレータ SquidgeSNESおよびPocketSNES、Mega Driveおよび多数のSega CDゲームをエミュレートするPicodriveがある。
- List of Emulators - GP2X向けエミュレータの非常によく記述されたリスト
- Emulation speculation - GP2Xでエミュレートできるコンピューターハードウェア能力についての考察

### ゲーム
GP2XはニンテンドーDSやPSPなどの他の携帯型ゲーム機と比べて愛好者が少ないため、商用のゲームはきわめて少ない。本稿執筆の時点で、Vektar、Payback、Quartz、retrovirus RTS、BlazerがGP2X向けの商用のゲームであり、また2006年10月、OdonataとElsewhereが韓国内向けのみで登場した。

しかし、他のプラットフォーム用、多くはLinux用のゲームのGP2Xへの移植版が多数存在する。人気のある移植版としてSuper Tux、Frozen Bubble、Duke Nukem 3D、QuakeおよびDoomエンジン（正しいデータファイル付のコピーを所有していればオリジナルのゲームが動作可能）がある。また、Tile MatchやBeat2xのような、プログラマが趣味で作成した'手作り'のゲームが多数ある。
- en:Category:GP2X games - GP2X用のゲームのリスト（不完全ではある）
- Games List - GP2X Wiki上のゲームリスト

### マルチメディアプレーヤー
GP2X用の公式でないマルチメディアプレーヤーがいくつか存在し、同梱の音楽・ビデオのプレイヤーよりも多くのフォーマットを扱うことができる。そうしたプログラムのひとつがFFPlayの 移植版 で、RealMediaやWindows Mediaのファイルの一部を再生させることができる。MPlayerのソースコード公開以来、様々な用途でいくつかの非公式ビルドが行われている。こうしたビルドのひとつ では、AAC形式の音楽機能が追加されている。

### PDAアプリケーション
人気のあるPDA用のデスクトップ環境2種、QtopiaおよびGPEがGP2Xに移植されている。いずれもウェブブラウザやワードプロセッサなどの多数のプログラムを収録しており、GP2Xのパッドでも、EXTポートにUSBケーブルを介して接続されたUSBマウスやキーボードでも操作できる。

### オープンソース開発
GP2X用のSDK（ソフトウェア開発キット）は無料で、簡単に入手することができ、技術がある人であれば誰でもアプリケーションやゲームを書くことができる。多くのSDKはgccクロスコンパイラツールチェインと、SDLをベースにしている。SDLは多数のシステムで利用でき、Microsoft WindowsやGNU/Linuxなどの他のプラットフォームとの高いコードの互換性を実現している。
Allegroゲームプログラミングライブラリの移植版もFenixゲームツールキットの移植版として入手可能である。
その他の開発中のライブラリとしてGP2XのLinux環境から直接ハードウェアへのアクセスを可能にする Minimal Library SDK や、OSの干渉なくすべてのハードウェアをLinuxの制御下に置くことを可能にするライブラリやプログラム群 sdk2x がある。
現在開発中のgpu940はソフトウェアの3Dレンダラーで、真のパースペクティブを行うテクスチャマッピングやライティングなどの多数の種類のレンダリングを行うことができる。GP2XのARM940T CPUを利用し、GP2Xに基本的なOpenGL機能をそこそこの速度で動かすことができる。2007年1月、レンダラーのOpenGL機能により、3DロールプレイングゲームEgobooを実用的なスピードでGP2Xに移植できるようになり、1か月後の更新で、速度の改善とライティングエフェクトの追加が行われた 。

### GP2X実行可能ファイル
GP2Xにおける実行ファイル は、2種類の3文字のファイル拡張子のいずれかを持つ。ゲーム用には.gpeの拡張子が使用される。これらはメニューのGamesセクションにリストされる。ユーティリティは.gpuの拡張子を持ち、メニューのUtilitiesセクションにリストされる（ファームウェア3.0.0ではゲームと一緒に表示される）。

## 論争

### DRM
GP2XにDRMを組み込むかどうかについて、議論  が行われている。DRMがどの程度ユーザーの権利を制限するのかについてはまったく情報がないが、Gamepark Holdingsは、DRMは専用の商用ゲームを制限する用途にのみ使用され、ユーザーがロードしたコンテンツを制限するためには使用されないとの声明  を出している。ゲーム出荷の際に使用されたSDカードからのみ動作するようにソフトウェアをロックするか、一台のGP2Xの固有のハードウェアIDに対してロックするか、保護の方法は二つ考えられる。
デバイスのシリアルナンバーを探し出すことも可能で、これをDRMテクノロジーに使用することもできる 。

### ライセンス違反
GP2Xのファームウェアは相当な量の GNU GPL を使用しており、メディア機能のためのMPlayerや、OSとしてのLinuxカーネルなどを含んでいる。GPLはバイナリーアプリケーションのユーザー（すなわちGP2Xのユーザー）に対してソースコードのリリース（公開）を要求しているが、GP2Xが発売された際、当初ソースコードがリリースされなかった。
- 2006年2月18日 - ファームウェア 1.4.0 用のカーネルソースコードがリリースされる
- 2006年7月5日 - 改変されたMPlayerの ソースコード がリリースされる
- "U-Boot" ブートローダーの ソースコード がリリース
- ファームウェア 2.1 用のカーネルソースコードがリリース

### コミュニティとニュースサイト
- GP32X - Gameparkの携帯ゲーム機全般のフォーラムとニュース
- Emuholic - GP2Xを含む主要な携帯ゲーム機のゲーム自作に関するニュース

### 開発
- game-editor.com - GP2X用ゲーム開発者のためのツール
- EDGELIB SDK - GP2Xもサポートする商用の携帯向けゲームエンジン

### ヘルプ
- wiki.gp2x.org - GP2X Wiki
- GP2X User Guide - ファンが作成したユーザーガイド
- GP2X FAQ - GP2X FAQ
- Gamepark Newbie - 別のGP2X FAQ
- Checklist - エミュレータの互換性一覧表
- gp2x.info - 国際およびオランダ国内のgp2xフォーラム

### レビュー
- GP2X-F200 model - 写真とレビュー記事（ドイツ語）